# Edgeley Park
L'Edgeley Park è un impianto sportivo situato nel quartiere Edgeley di Stockport, nella contea della Grande Manchester (Inghilterra), ed è sede delle gare casalinghe dello Stockport County Football Club sin dal 1902. L’impianto ha una capienza complessiva di 10 852 posti a sedere.

## Storia
Lo stadio fu originariamente costruito nel 1891 per ospitare le partite dello Stockport RFC, squadra locale di rugby, su un terreno donato dalla famiglia Sykes alla fine del XIX secolo. Nel 1902 il campo divenne la sede dello Stockport County FC, che vi si trasferì dopo il suo ingresso in Football League due anni prima. Nel settembre 1905 l’Edgeley Park ospitò la prima partita ufficiale del club, nella quale gli Hatters riuscirono a sconfiggere il Chelsea per 1-0.
Nel 1935 un incendio distrusse completamente la tribuna principale, all’epoca interamente realizzata in legno, provocando la perdita parziale anche di parte dell’archivio storico del club. La struttura fu successivamente ricostruita utilizzando materiali ignifughi e soluzioni costruttive più moderne.
In seguito al disastro di Bradford del 1985, lo stadio fu progressivamente adeguato ai nuovi standard di sicurezza, con la sostituzione delle tribune in legno e delle gradinate in piedi. Il processo si concluse nel 2001, anno in cui l’intero impianto fu convertito a posti esclusivamente a sedere, compreso il Railway End.
Nel 1995 fu inaugurata la Cheadle End, nuova tribuna su due livelli in cemento armato con 5 044 posti, diventando la sezione più imponente dell’impianto.
Nel febbraio 2022 il club stipulò un contratto di locazione della durata di 250 anni con lo Stockport Council, che nel 2015 aveva acquisito la proprietà dell’impianto per preservarlo come sede sportiva.
A partire da settembre 2022, il club presentò un ambizioso progetto di ampliamento che prevede la creazione di nuove tribune Est (Railway End) e Sud (Together Stand), nonché l’estensione della tribuna Nord (Danny Bergara Stand), con l’obiettivo di aumentare la capienza a circa 18 300 posti. Sono già in corso consultazioni pubbliche e il primo intervento potrebbe iniziare nel 2025, se approvato dal consiglio comunale.

## Struttura e settori
Lo stadio è composto da quattro tribune principali tutte coperte e a posti numerati:
- La Danny Bergara Stand (tribuna Nord), costruita nel 1936 in struttura metallica a sostegno di una tribuna in muratura, ospita gli spogliatoi, gli uffici societari e aree hospitality come lounge per eventi. È intitolata a Danny Bergara, ex allenatore dello Stockport County, dal maggio 2012. La capacità attuale è di circa 2 020 posti.[1]
- La Together Family Stand (nota anche come Popular Side o South Stand), rinnovata nel 1993, è una tribuna sul lato Sud dell’impianto con circa 2 410 posti numerati e presenta pilastri esterni e ventilazione naturale sul retro.[5]
- La Cheadle End, tribuna dietro la porta Ovest, è la più grande (5 044 posti), inaugurata nella stagione 1995‑96, ed è considerata il settore più caldo per il tifo. È interamente coperta e distribuita su due livelli.[5]
- Il Railway End (attualmente Vitality Railway End Stand), tribuna dietro alla porta Est, è stata convertita a posti a sedere nel 2001 e offre circa 1 366 posti coperti; è tradizionalmente riservata ai tifosi ospiti.[5]

## Dati statistici
Il record di affluenza registrato all’Edgeley Park è stato di 27.833 spettatori, raggiunto l’11 febbraio 1950 in occasione del quarto turno della FA Cup tra lo Stockport ed il Liverpool. Per quanto riguarda l’era moderna, con l’intero impianto dotato di posti a sedere, il picco di presenze è stato di 10.273 spettatori, durante la partita di League One contro il Leeds United disputata il 28 dicembre 2008.

## Altri utilizzi

#### Rugby
Tra il 2003 e il 2012, l'Edgeley Park ha ospitato le partite casalinghe del club di rugby Sale Sharks, condividendo l'impianto con lo Stockport. Questa collaborazione faceva parte di un accordo gestionale finalizzato all'ottimizzazione dell'uso dello stadio e alla condivisione delle spese di manutenzione e gestione. L’uso condiviso ha consentito al club di rugby di disporre di una struttura adeguata per le competizioni di Premiership Rugby, mentre allo Stockport County ha garantito un contributo economico utile al mantenimento dell'impianto.

#### Concerti
Lo stadio ha anche ospitato diversi eventi musicali oltre alle partite di calcio. La capacità superiore ai 10.000 posti ha permesso di organizzare concerti con un ampio pubblico.
Nel maggio 2014 si è tenuto lo spettacolo Sounds of the 80s, con artisti provenienti dal West End di Londra, dedicato alla musica degli anni ottanta.
Nel giugno 2019 si sono ospitati i concerti di Paul Heaton e Jacqui Abbott, evento denominato Wood-Stockport (con esplicito richiamo all'evento di Woodtsock), che ha attirato diverse migliaia di spettatori.
Nello stesso mese, lo stadio ha anche ospitato il concerto Homecoming della band Blossoms, che rappresenta il più grande evento live del gruppo. All’evento hanno partecipato anche i The Coral, Fuzzy Sun, Blinders e Cabbage.